# بوگیلی

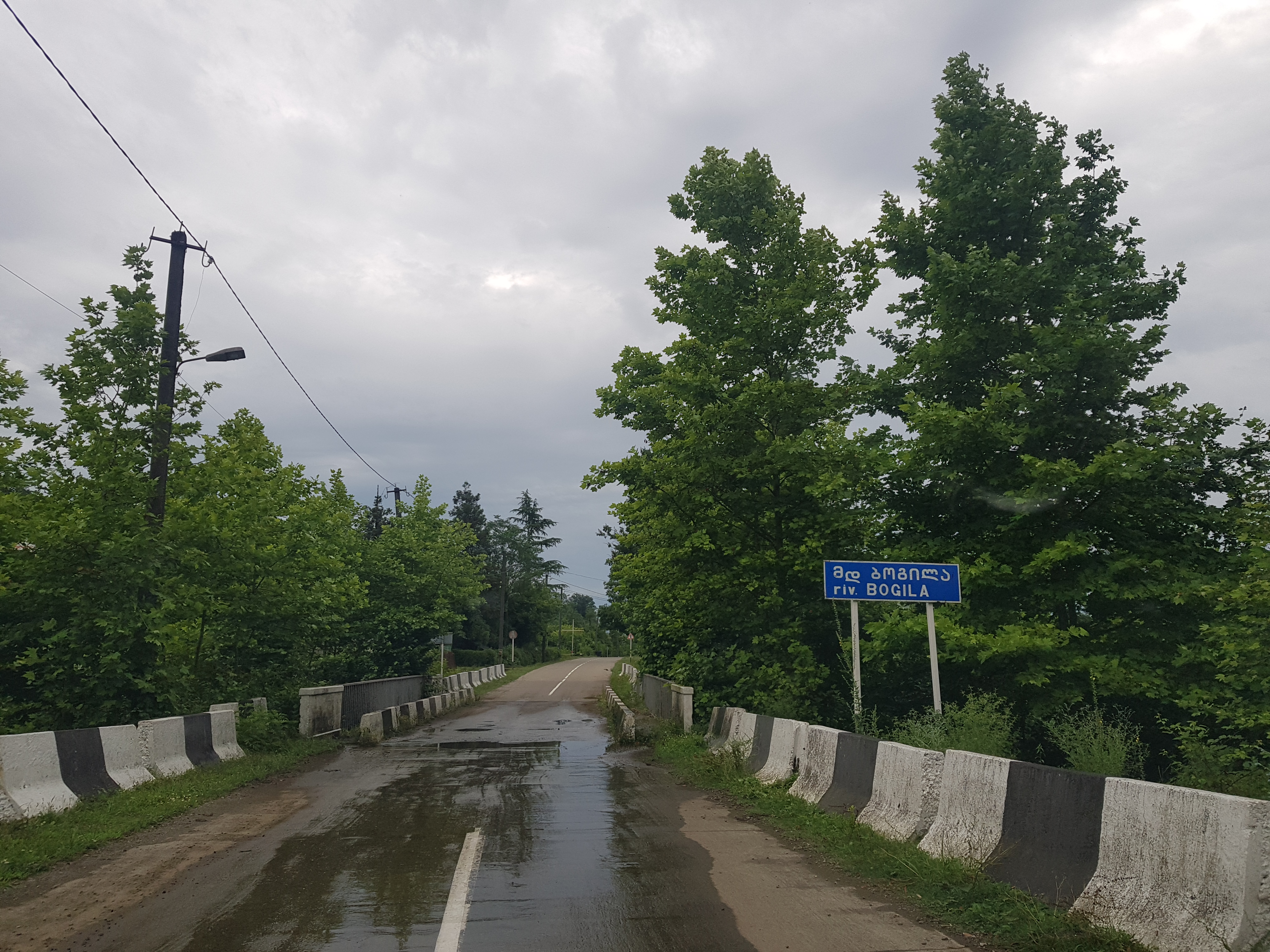
روستای بوگیلی

بوگیلی (گرجی: ბოგილი) یک روستا در شهرداری ازورگتی ناحیه گوریا در غرب گرجستان است.